# Joaquín García González
Joaquín García González (Cádiz, Andalucía, España, 6 de julio de 1995) es un árbitro de baloncesto español de la liga ACB. Pertenece al Comité de Árbitros de Andalucía.

## Trayectoria
Comenzó su labor en el arbitraje en 2007 en la Asociación Deportiva Eres@rbitro de Cádiz, pero no fue hasta 2011 que entró en la Federación Andaluza de Baloncesto para comenzar su carrera arbitral. En 2015 consiguió ascender a la 1ª División Nacional, año desde el cual fue encadenando ascensos temporada tras temporada. En 2016 fue ascendido al Grupo 2 de la FEB, y al año siguiente sería vinculado al Grupo 1. Tras esta temporada, materializó su ascenso al máximo grupo arbitral de la FEB. En 2019, fue designado para la Final Four de la Liga LEB Oro 2018-19 disputada en Bilbao, siendo uno de los tres árbitros designados para arbitrar la final.
Con 24 años, en 2019 fue ascendido a la Liga ACB. Junto al gaditano también ascendieron Yasmina Alcaraz Moreno (Comité Catalán), Roberto Lucas Martínez (Comité Aragonés), Cristóbal Sánchez Cutillas (Comité Murciano), Vicente Martínez Silla (Comité Valenciano) y David Sánchez Benito (Comité Castellanoleonés).

## Temporadas
| Categoría        | País      | Año               |
| ---------------- | --------- | ----------------- |
| Categorías bases | Andalucía | 2011 - 2015       |
| Primera nacional | Andalucía | 2015 - 2016       |
| Grupo 2 FEB      | España    | 2016 - 2018       |
| Grupo 1 FEB      | España    | 2018 - 2019       |
| Liga ACB         | España    | 2019 - Actualidad |